# 岩田鉄五郎
岩田 鉄五郎（いわた てつごろう）は、水島新司のいくつかの野球漫画に登場する架空の人物。
登場作品によって、来歴や立場、場合によっては容姿や性格も大きく異なるが、水島新司が自己をもっとも強く反映したキャラクターとして認識されている。水島はいわゆるスター・システムを使う作家ではないが、その中での例外といえるのが岩田鉄五郎である。一般的には『野球狂の詩』に登場する「メッツの岩田鉄五郎」を指すことが多い。
以下、登場する作品別に解説する。

## 『野球狂の詩』シリーズ

### 『野球狂の詩』
旧制中学時代の学生野球で活躍、人気・実力ともに大変なもので、試合で登板すれば準完全試合は当たり前、ヒットを一本打たれたらそれがニュースになるほどの名投手だった。太平洋戦争への従軍後、「東京倶楽部」（のちの東京メッツ）に入団。年間最高勝利数は15勝。長くエースとしてメッツに貢献し、親会社のメッツ食品から重役の地位を約束されても現役にこだわり続け、学生野球時代のライバルであり、プロでバッテリーも組んだ五利監督の初優勝に現役のまま立ち会った。
選手兼助監督かヘッドコーチのような役割で、ドラフト会議で五利と同席してくじをひいたりしている。TO砲や水原勇気の指名も岩田の判断によるところが大きい。国立玉一郎や立花薫、日下部了の入団に際しては、岩田が親族または本人と時に直接、あるいは電話で話し合っている。日下部了が入団したときなど、練習でメッツのメンバーがランニングやウサギ跳びをしているが、鉄五郎は現役選手のはずが監督やコーチ用の上着を来て指導をしていた。53歳の時のエピソード「ズタズタ18番」では引退を飾るべく控えピッチャー全員をベンチから外し9回完投するが53失点、投球数688という記録を樹立（試合後、引退を撤回）。
その後もコーチや監督も兼任しながら現役を続け、別の水島作品『ストッパー』では主人公・三原心平の最大の強敵（?）として描かれた。一時は完全に野球界を離れていたが、72歳にして選手兼任監督として現役復帰。「球聖」の異名を持つ。『モーニング』の『野球狂の詩VSドカベン』（『週刊少年チャンピオン』では『ドカベンVS野球狂の詩』として同時連載）でも、80歳ながら監督兼投手として登場する。ちなみに、彼が監督に就任する度に、五利はヘッドコーチに降格させられる（監督失格という意味ではなく、鉄五郎を補佐できるのは五利しかいないということ）。
通算成績は『野球狂の詩』「よれよれ18番」開始時点（50歳）で149勝。その後に何勝したかは不明だが、豊福きこうによる『岩田鉄五郎204勝404敗8S 『野球狂の詩』超記録大全』という本が存在している。若い頃は球界一の剛速球を投げていたが、現在はほとんど130km/h前後。また、超遅球と呼ばれるスローボール「ハエ止まり」が得意変化球。フォークボールを投げたのも岩田が日本で最初とされ、杉下茂がフォークの神様と呼ばれているのが気に入らないらしい。
打たれてばかりいるが、野球選手としてはやはり非凡なものを持っており、彼をマッサージするコーチは「しかしやわらかく長持ちする筋肉だ、まだ35歳ぐらいの体で、まさに100万人にひとり(しかいないだろう)」と感心している。連載が進むにつれて、監督としての働きが増えた事もあり、登板機会は減少したものの「球威の緩急による目の錯覚を利用して三振を奪う」、「野手の守備位置を計算した上で打ち損じを狙う」、「わざと大量失点し、相手チームの野手を疲弊させた上で翌日自チームを勝利に導く」等、ただ打たれてばかりとは言えない、未だに高度な投球技術と戦術を持ち合わせる投手として描かれる事も増えた。
『ストッパー』での記述に従うと、「大昔」（1980年代から見ての大昔）に完全試合を達成しているらしいが、プロ野球での記録なのか、公式戦においてなのかどうか、詳細は不明。バッテリーを組んだ五利監督によれば、この時ばかりは別人のように緊張していたという。
子に塁子という娘がおり、その婿がメッツのエース岩田清志。清志と塁子の子が岩田武司で、孫の前では子煩悩なおじいちゃんの姿そのものである。後に武司がガメッツに入団し、のちにメッツで一緒にプレーしている。
なお、実は昔、身分違いながら駆け落ちまで決心した富豪令嬢の恋人がいたが、お互いの心のちょっとしたすれ違いからその愛は実らなかった。後に再会を果たし、その人の死後に真実（生涯鉄五郎だけを思い続け独身を貫いたまま逝った）を知った彼は、気持ちを分かってあげられなかったことを大いに悔やんだ。
アニメ版の声優は西村晃→北山年夫→納谷悟朗。

### 『野球狂の詩VSドカベン』
シリーズ開幕前は、インタビューで「山田との打席を最後にする」と述べていたが、2005年の札幌華生堂メッツ対東京スーパースターズの日本シリーズの第一戦、岩田は岩鬼正美との打席をもって現役を引退しようと決意し、同点の9回裏2死の場面で登板。
その岩鬼は『ドカベン』において、憧れのプロ野球選手は岩田鉄五郎と発言しており、岩鬼は岩田のためにわざと三振して花道を作ってあげようと、目を閉じて適当にスイングしたが、なんとジャストミートでサヨナラホームランになってしまう（悪球打ちの岩鬼だったが、適当にスイングしたためど真ん中をとらえてしまった）。これにより岩田は引退を撤回し、岩鬼を三振に取るまで現役を続けると宣言した。

## 『あぶさん』
『あぶさん』では、主人公・景浦安武の高校野球時代の監督であり、のちに南海ホークスのスカウトとして、景浦にプロ入りの道を開く。第1回時点（1972年暮れ）で「当年50」と語られている。この作品での現役経歴は明らかにされていない。
のちに語られるところでは、両者の初めての出会いは岩田鉄五郎35歳、景浦安武15歳の時（この年齢差は第1回での登場時とは明らかに矛盾する）、牛乳配達のアルバイトをしていた景浦と牛乳を売るか売らないかの問答から喧嘩になり、それなりに自信のあったらしい景浦をまるで問題にせずしりぞけた。しかし、売り物の牛乳をすべて叩き割っても自分の意思を押し通した景浦に、ただならぬものを感じた様である。景浦もまた、彼が新潟北明高校野球部の監督に就任すると知ると、彼を追って同校へ入学する。
景浦が他校生徒とのケンカが原因で高校を中退した後、自らも酒がらみのケンカで北明高を懲戒免職となり、南海の川勝傳オーナーの友人の紹介でホークスのスカウトに就任。「鬼の岩田」の異名を取るが酒の飲みすぎで体を壊し、長期入院するハメになってしまう。南海は1972年のドラフト会議で六大学のスラッガー・大伴を1位指名するも、入団を拒否し社会人野球・北大阪電機へ進もうとするが、その北大阪電機に消息を絶っていた景浦がいると聞き、医師に「最期の大仕事だから」と説得して一時退院して景浦の行方を追い、「大虎」で景浦と8年ぶりに対面する。
景浦の入団後もしばしば練習場や行き着けの居酒屋大虎に現れていたが、ホークスの福岡移転後しばらくして退団。以降は故郷の新潟に帰り少年野球やベースボール・チャレンジ・リーグなどを観戦する生活を送っていた。2008年夏、ソフトバンクの孫正義オーナーから直々に電話があり「第2の景浦の発掘」を要請され、ホークスに嘱託スカウトとして復帰した。

## 『ドカベン』シリーズ

### 『大甲子園』
設定は『野球狂の詩』シリーズとほぼ同じ。五利と一緒に山田太郎、不知火守、中西球道たちの試合をスタンドから観戦し、来たるドラフト会議に備える姿を見せている。

### 『ドカベンVS野球狂の詩』
上記の『野球狂の詩VSドカベン』における岩田鉄五郎を参照。

### 『ドカベン ドリームトーナメント編』
セ・リーグに新設される球団「新潟ドルフィンズ」の監督兼現役投手として登場する。時系列としては前述の「ドカベンVS野球狂の詩」にそのまま引き続く物だが、年齢その他については触れられていない。

## その他の作品
『野球狂の詩』以降、「東京メッツの岩田鉄五郎」は多くの水島作品に姿を見せている。
- 『出刃とバット』（1973年小学館漫画賞受賞の短編） - 城東アタックスの中西将に200号本塁打を打たれる。
- 『野球大将ゲンちゃん』（1974年） - 孫の武司と一緒に出演。
- 『ブル』 - 旭ダイヤモンズのやくざ選手・岩田一振の敵役として登場。
- 『球道くん』 - 中西大介を南海ホークスのドラフト会議で指名しようとしていた。最初の一話のみ登場。
- 『極道くん』 - 清正高校で燻っている京極道太郎の才能をいち早く見抜く。
- 『ストッパー』 - 大阪ガメッツ（のち大阪ドリームス）の三原心平のライバルとして登場。この作品は『野球狂の詩』の続編的な内容で人気が高い。岩田鉄五郎は、様々な野球常識の隙を突く方法で挑んでくる三原と正面から対決する。
- 『白球の詩』 - 水原や五利と共に、高年齢選手・三原に現役最年長投手として一言ゲスト出演。

また『球道くん』では、『あぶさん』と同じく南海のスカウトとして登場。中西球道の実父、山本一利の死をみとるため北海道に赴いた。
他に、矢口高雄の『釣りキチ三平』の第8章「シロギスの涙」に登場している。水島新司の許可を得て描かれた。

## 銅像
2002年、新潟商工会議所と同商店街振興組合により、新潟市中央区古町通のアーケード内の水島新司マンガストリートに水島作品の登場人物計7体の銅像が設置されたが、その中には岩田の銅像も含まれている。